# Lilit Svangaskarð
Lilit Svangaskarð – wielofunkcyjny obiekt sportowy w miejscowości Toftir, na Wyspach Owczych. 
Obiekt powstał w 1980 roku. Usytuowany tuż za trybuną główną byłego stadionu narodowego Svangaskarð. Jest kolejnym, już nieco mniejszym obiektem. Pełni rolę zaplecza lekkoatletycznego oraz ma boisko dla rozgrywania meczów. Cztery niewielkie sektory z krzesełkami na nasypach mogą pomieścić 1200 widzów. Jest rezerwowym boiskiem drużyny B68 Toftir.